# (7190) 1993 GB1
(7190) 1993 GB1 (1993 GB1, 1978 UK) — астероїд головного поясу, відкритий 15 квітня 1993 року.
Тіссеранів параметр щодо Юпітера — 3,685.